# Sonate K. 450
La sonate K. 450 (F.396/L.338) en sol mineur est une œuvre pour clavier du compositeur italien Domenico Scarlatti.

## Présentation
La sonate K. 450 en sol mineur, notée Allegrissimo, forme un couple avec la sonate précédente, elle aussi de tempo rapide. C'est un tango gitano à quatre voix, parfois cinq, dense et sonore, dont le rythme initial s'impose pendant toute la pièce.

## Manuscrits
Le manuscrit principal est le numéro 33 du volume X de Venise (1755), copié pour Maria Barbara ; les autres sont Parme XII 29 et Münster II 46.

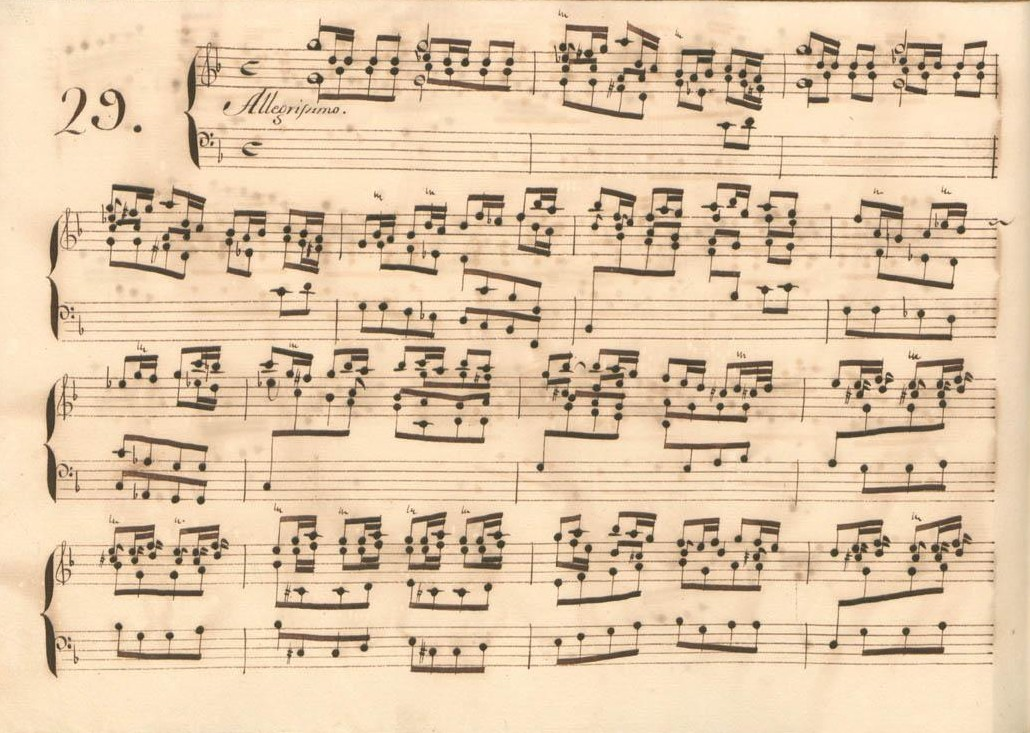
Parme XII 29.
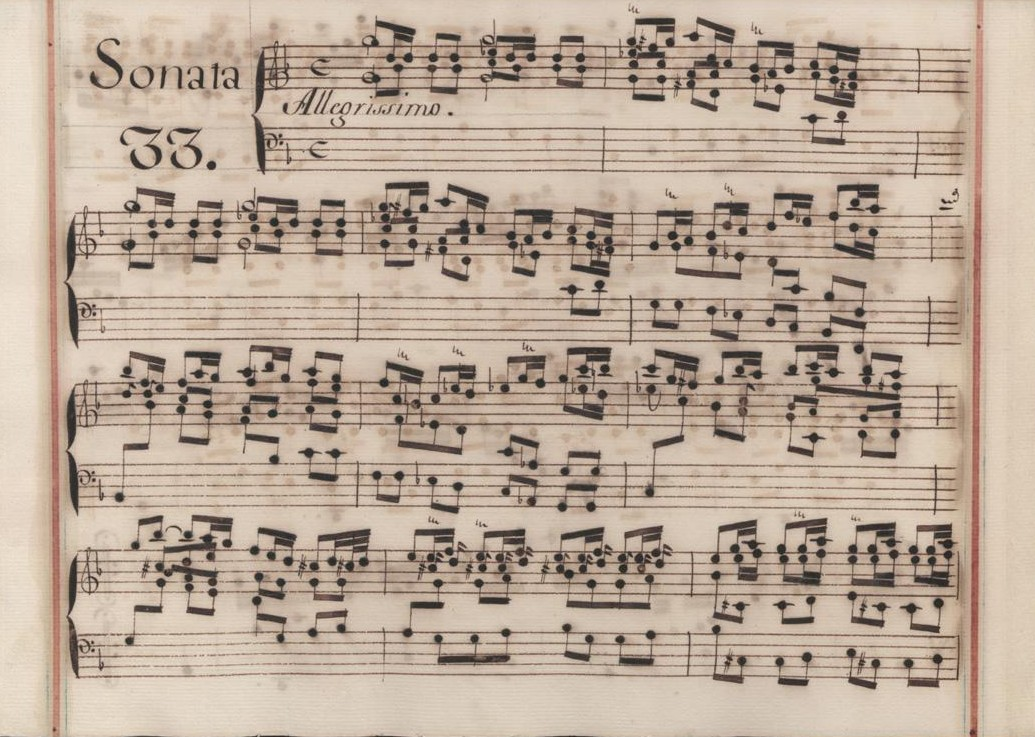
Venise X 33.

## Interprètes
La sonate K. 450 est jouée au piano notamment par Guiomar Novaes (1940, Les indispensables de Diapason n°140), Marcelle Meyer (1949 et 1954), Alexis Weissenberg (1985, DG), András Schiff (1987, Decca), Ivo Pogorelich (1992, DG), Christian Zacharias (2002, MDG), Nikolaï Demidenko (2003, AGPL), Carlo Grante (Musique & Arts, vol. 5), Eteri Andjaparidze (1994, Naxos, vol. 1) et Federico Colli (2018, Chandos) ; au clavecin — outre Wanda Landowska (1934) et Scott Ross (Erato, 1985) — par Pierre Hantaï (1992, Astrée), Christophe Rousset (1997, Decca), Kenneth Weiss (2001, Satirino) et Frédérick Haas (2016). À la guitare, Eduardo Fernández en donne sa transcription sur un disque Decca.
Janne Rättyä l’interprète à l'accordéon (2017, Alba).

## Sources
: document utilisé comme source pour la rédaction de cet article.
- Ralph Kirkpatrick (trad. de l'anglais par Dennis Collins), Domenico Scarlatti, Paris, Lattès, coll. « Musique et Musiciens », 1982 (1re éd. 1953 (en)), 493 p. (OCLC 954954205, BNF 34689181).
- Alain de Chambure, « Domenico Scarlatti : Intégrale des sonates — Scott Ross », p. 223, Erato (2564-62092-2), 1985 (OCLC 891183737) .
- Guy Sacre, La musique pour piano : dictionnaire des compositeurs et des œuvres, vol. II (J-Z), Paris, Robert Laffont, coll. « Bouquins », 1998, 2429 p. (ISBN 978-2-221-08566-0).
- Jane Clark, « La portée de l’influence andalouse chez Scarlatti », dans Miguel Alonso-Gomez, Laura Alvini, Eveline Andrani et al., Domenico Scarlatti : 13 recherches à l'occasion du tricentenaire de la naissance de Domenico Scarlatti célébré à Nice lors des Premières Rencontres Internationales de Musique Ancienne : Actes du colloque international de Nice 1985, Nice, Société de Musique Ancienne de Nice, coll. « Cahiers de la Société de musique ancienne de Nice » (no 1), 1986, 127 p. (ISBN 290613600X, OCLC 496060217), p. 66–67.
- (en) W. Dean Sutcliffe, The Keyboard Sonatas of Domenico Scarlatti and Eighteenth-Century Musical Style, Cambridge / New York, Cambridge University Press, 2008, xi-400 (ISBN 978-0-521-07122-2, OCLC 1005658462), p. 63.